# Dennis Cooper
Dennis Cooper (Pasadena, 10 gennaio 1953) è uno scrittore e poeta statunitense.

## Biografia
Dennis Cooper è nato a Pasadena, in California, il 10 gennaio 1953.
Poeta, romanziere, critico, editore, blogger e performance artist, è celebre soprattutto per la pentalogia di George Miles, un ciclo di cinque romanzi incentrati sulla vita di alcuni adolescenti. Attualmente risiede a Los Angeles, dove ha fondato una collana dedicata a giovani scrittori emergenti americani.
Nel 2016 il suo blog ufficiale è stato oscurato ed in seguito riattivato da Google perché contrario ai termini di servizio.

## Pubblicazioni parziali

### Ciclo di George Miles
- 1989 - Tutti gli amici di George (Closer), Marco Tropea, 2001
- 1991 - Frisk, Einaudi 1997
- 1994 - Ziggy (Try), Marco Tropea, 1997
- 1997 - Idoli (Guide), Marco Tropea, 1998
- 2000 - Period (inedito in Italia)

### Altri romanzi
- 2002 - I miei pensieri perduti (My loose thread), Marco Tropea, 2002
- 2004 - Troie (The sluts), Fazi, 2007
- 2005 - God Jr., Fazi, 2006

### Raccolte di interventi
- 1997 - Tutt'orecchi (All ears), Playground, 2004